# Combretum imberbe
Combretum imberbe là một loài thực vật có hoa trong họ Trâm bầu. Loài này được Heinrich Wawra mô tả khoa học đầu tiên năm 1860.